# الوقدة
قرية الوقدة هي إحدى القرى التابعة لمركز المراغة بمحافظة سوهاج في جمهورية مصر العربية. حسب إحصاءات سنة 2006، بلغ إجمالي السكان في الوقدة 9028 نسمة، منهم 4615 رجل و4413 امرأة.